# 1640
1640 (MDCXL) fue un año bisiesto comenzado en domingo, según el calendario gregoriano.

## Acontecimientos
- Inicio de la Guerra dels Segadors.
- Fundación de la ciudad de Pisco, Perú.
- 1 de diciembre: Sublevación de Portugal contra España.
- La ciudad de Ceuta deja de pertenecer a Portugal, prefiriendo mantenerse bajo la soberanía de Felipe IV (España).
- Gaspar Pérez de Guzmán y Sandoval, duque de Medina Sidonia, inicia una rebelión para independizar a Andalucía de la Monarquía Hispánica.
- Primera de las rebeliones de los parlamentaristas ingleses contra los partidarios de la monarquía.
- Empieza la decadencia minera en Antioquia (Colombia), en parte porque las minas dependían de los abastecimientos de carne, maíz, frijol y aguardiente que era llevado desde Cartago, Buga y Tunja.[1]

## Arte y literatura
- Publicación de El Político, de Baltasar Gracián.
- Publicación, póstuma, de Augustinus, de Cornelio Jansen.

## Nacimientos
- 18 de marzo: Philippe de la Hire, matemático y astrónomo francés (f. 1719).
- 4 de abril: Gaspar Sanz, compositor y guitarrista español (f. 1710).
- 16 de junio: Jacques Ozanam, matemático francés (f 1718).
- 21 de septiembre: Felipe I de Orleans, aristócrata («príncipe») francés (f. 1701), hijo de Luis XIII de Francia.

## Fallecimientos
- 9 de febrero: Murad IV (27), aristócrata y militar turco, sultán del Imperio otomano (n. 1612).
- 7 de marzo: Philip Massinger, dramaturgo inglés (n. 1583).
- 16 de abril: Carlota Flandrina, aristócrata («condesa de Nassau») y abadesa francesa (n. 1579), hija del rey Guillermo de Orange con su cuarta esposa, Carlota de Borbón-Montpensier.[2]
- 30 de mayo: Peter Paul Rubens, pintor barroco alemán de la escuela flamenca (n. 1577), expatriado en los Países Bajos.
- 22 de noviembre: Mario Minniti, pintor italiano y amigo y modelo de Caravaggio en sus primeros años romanos (n. 1577).
- 1 de diciembre: Miguel de Vasconcelos, aristócrata («señor de Morgado da Fonte Boa») y político portugués (n. 1590).